# Gnesener Bibel
Die Gnesener Bibel (polnisch Biblia gnieźnieńska) ist eine Bibel aus dem Anfang des 15. Jahrhunderts. Sie entstand in Böhmen und wurde 1414 fertiggestellt. Der Codex befindet sich heute im Erzbischöflichen Archiv in Gnesen.

## Beschreibung
Das Buch besteht aus 506 Pergamentblättern, ist reichlich koloriert und mit goldenen Großbuchstaben geschrieben. Es enthält die lateinische Vulgata von Hieronymus.

## Geschichte
Die Gnesener Bibel wurde in Böhmen bis 1414 geschaffen. Sie kam in der ersten Hälfte der 15. Jahrhunderts nach Gnesen in Polen, wo sie von Wyszota z Górki (gestorben 1453) dem Domkapitel der Gnesener Kathedrale geschenkt wurde.